# Астахов, Сергей Никитич
Серге́й Ники́тич (Ники́тович) Аста́хов (24 апреля 1933, Шатура, Московская область — 11 июля 2020, Санкт-Петербург, Россия) — советский и российский историк, археолог, доктор исторических наук.
Один из ведущих в СССР и Российской Федерации специалистов по археологии каменного века Сибири, Восточной и Центральной Азии, в частности палеолита бассейна Ангары, Забайкалья, Тывы и верховьев Енисея.
Заместитель директора по научной работе Института истории материальной культуры РАН; Заслуженный деятель науки Республики Тыва.

## Биография
Родился в Шатуре, имевшего в те годы статус рабочего посёлка, в семье учителей Никиты Павловича Астахова (1885—1976) и его жены Пелагеи Артемьевны ур. Гончаронок (1899—1961). Очень скоро вместе с детьми родители переехали в Елец.
С началом Великой Отечественной войны отец, воевавший ещё на полях Первой мировой и по возрасту уже не подлежавший мобилизации, заменил ушедшего на фронт директора сельской школы в деревне Дубовец в 50 км южнее Ельца. Там осенью Сергей даже сумел пойти в первый класс, но 3 декабря 1941 года после упорного боя село было захвачено немцами.
В пожаре, оставив семью без средств к существованию, сгорели сарай с запасами еды и хлев с коровой. Половину уцелевшего дома успели занять фашисты, однако соседство с врагом оказалось недолгим. 6 декабря началась Елецкая операция Красной армии и в ночь на 7 декабря передовая группа пехотинцев с боем освободила село. В марте 1942 года семья вернулась в Елец, но из-за напряжённой обстановки на фронте вскоре была эвакуирована в Башкирию. Здесь Сергей продолжил прерванную учёбу. Вернувшись из эвакуации в 1943 году, он был принят в Елецкую мужскую школу № 12.
Имея склонность к естественным наукам, по окончании десятилетки в 1951 году Сергей поступил на химический факультет Московского государственного университета. Планов в выбранной профессии было много, но, как скоро выяснилось, четыре дня, проведённые им на оккупированной территории, существенно сузили диапазон для предстоящей специализации. Окончательно все перечеркнула болезнь глаз — итог голодных лет.
Свой третий год учёбы в университете Сергей вынужденно начал с первого курса. Теперь он поступил на исторический факультет МГУ, где в качестве своей новой специальности выбрал археологию. Здесь его особенно привлекала возможность изучения каменного века.
Курс, на котором учился С. Н. Астахов, подарил науке немало выдающихся учёных. Это член-корреспондент РАН Е. Н. Черных, профессор Н. В. Рындина, доктора исторических наук: П. М. Кожин, Л. В. Кольцов, Н. О. Бадер, В. А. Башилов, В. П. Даркевич, Н. А. Соболева, Л. В. Грехова.
Студенческие годы С. Н. Астахова оказались чрезвычайно насыщенными экспедиционной деятельностью:
- В 1954 году в своей первой экспедиции на Каме Сергей Астахов изучал древности Урала и Приуралья. Руководил раскопками О. Н. Бадер, который годом позже окончательно вернулся из Перми и начал чтение лекций по каменному веку на кафедре археологии МГУ.
- На следующий год под руководством А. А. Величко и А. Н. Рогачёва Сергей Никитич принял участие в изучении палеолитических стоянок Дона и Десны.
- В мае 1956 года вместе с Е. Н. Черных по заданию О. Н. Бадера обследовал карьер под Владимиром. Тем самым С. Н. Астахов оказался первооткрывателем всемирно известной стоянки древнего человека Сунгирь на Клязьме, о чём сделал доклад в 1957 году на III студенческой археологической конференции. В том же году работал на раскопках в Молдавии в экспедиции Г. Б. Федорова[9].
- В 1957 году участвовал в полномасштабных раскопках стоянки Сунгирь.

Результаты столь выраженной активности послужили поводом к тому, что Сергей Астахов оказался одним из главных организаторов первых трёх в истории факультета студенческих научных археологических конференций, одна из которых стала международной.
Дипломная работа С. Н. Астахова была выполнена пол руководством О. Н. Бадера и посвящена основному памятнику палеолита Урала — стоянке им. М. В. Талицкого (Островская). Оппонентом был профессор М. М. Герасимов.
Свою трудовую деятельность Астахов начал в 1958 году в Московском областном краеведческом музее (позднее музейно-выставочный комплекс «Новый Иерусалим»), расположенном в Истре. Оставаясь научным сотрудником музея, в 1959 году он принял участие в Байкальской экспедиции академика А. П. Окладникова и на раскопках позднепалеолитической стоянки Федяево на Ангаре. Следствием работы с патриархом археологии стало приглашение в аспирантуру при Ленинградском отделении Института археологии АН СССР, куда С. Н. Астахов и поступил в 1960 году. С этого момента вся дальнейшая его научная деятельность была связана с этим институтом.
Сначала аспирантом, а затем в качестве научно-технического сотрудника и лаборанта института С. Н. Астахов по заданию А. П. Окладникова в течение нескольких лет по архивам и музеям собирал и систематизировал всю имевшуюся информацию о знаменитых памятниках Афонтовой Горы на Енисее в районе Красноярска. Результатом этого труда стала кандидатская диссертация «Поселения Афонтовой Горы и их место в палеолите Сибири». Она была успешно защищена им в 1966 году и получила редкую для того времени рекомендацию быть опубликованной в форме монографии. Получилось так, что этот фундаментальный труд увидел свет лишь спустя 33 года.
В том же 1966 году С. Н. Астахов был назначен младшим научным сотрудником сектора (позже отдела) палеолита. В последующие годы он последовательно занимал должности старшего и ведущего научного сотрудника.
В конце 1950-х годов в СССР было принято решение о строительстве Саяно-Шушенской ГЭС. Возникла необходимость масштабных археологических изысканий в зоне будущего затопления. С 1965 года на протяжении последующих тридцати лет имя С. Н. Астахова было неразрывно связано с деятельностью Саяно-Тувинской экспедиции, которая стала крупнейшим археологическим предприятием в стране и одновременно главным делом его жизни. Первые годы Сергей Никитич возглавил палеолитический отряд, а в 1972 году, сменив создателя экспедиции и её первого начальника А. Д. Грача, был назначен руководителем всей экспедиции. Завершив исследования, связанные с Саяно-Шушенской ГЭС, с 1985 года руководил продолжением различных исследований на новостройках региона как начальник уже Тувинской Археологической экспедиции.
Первые годы раскопки велись вдоль долин Улуг-Хема (Верхний Енисей), Хемчика и реки Саглы. С 1971 года основные работы были перенесены ближе к месту расположения будущей ГЭС. Здесь С. Н. Астаховым и были открыты основные памятники каменного века с сохранившимися культурными слоями. В частности на стоянке Голубая 1 был обнаружен жилой комплекс, на реке Кантегир 1 раскопана многослойная стоянка афонтовской культуры.
Результаты многолетней работы были опубликованы С. Н. Астаховым в двух монографиях, а доклад «Палеолит Тувы» в 1993 году был защищён им в качестве докторской диссертации.
В последующие годы работы в ИИММ С. Н Астахов в разное время занимал должности заместителя директора института по научной работе, заместителя директора по хоздоговорным экспедициям, помощника директора по специальным вопросам. Активной экспедиционной деятельностью занимался до 2013 года, после чего продолжил работу в институте сотрудником своего отдела и членом Диссертационного совета.
Сергей Никитич Астахов скончался после продолжительной болезни 11 июля 2020 года и был похоронен рядом с женой на Ново-Волковском кладбище Санкт-Петербурга.

## Семья
- Жена: Ирина Николаевна Астахова (ур. Тараконовская) (30.11.1934 — 19.04.2013, Санкт-Петербург) — научный сотрудник НИИ Арктики и Антарктики;
- Дочь: Ольга Сергеевна Астахова (род.: 27.04.1960, Ленинград) — эксперт по недвижимости;
- Брат: Алексей Никитич Астахов (1919—1936);
- Брат: Лев Никитич Астахов (род.: 1922, Елец) — участник Великой Отечественной войны; пропал без вести на Волховском фронте в октябре 1942 года[16];
- Сестра: Лариса Никитична Астахова (1925—1994) — учитель средней школы;
- Брат: Павел Никитич Астахов (род.: 1937) — врач Главзагранэнерго. Участник строительства многих энергетических объектов за рубежом.

## Научный вклад
- Открыл более 100 палеолитических памятников начиная с Ашеля и опубликовал описания всего, что обнаружил.
- Обобщив материалы И. Т. Савенкова, Г. К. Мергарта[17], Н. К. Ауэрбаха, В. И. Громова и Г. П. Сосновского, ввёл понятие «Афонтовская культура»[18] и предложил схему относительной хронологии многослойных стоянок на Афонтовой Горе.
- Совместно с Н. К. Анисюткиным[19] проанализировал материалы из Усть-Канской пещеры на Алтае по методу Ф. Борда[20]. Сделав вывод о мустьерском возрасте основной части коллекции, существенно расширил представление о палеолитическом значении Сибири.
- Важное значение имеют выводы С. Н. Астахова о характере верхнего палеолита Енисея и возможных путях проникновения древнего человека в енисейскую долину.
- Результатом многолетних изысканий в Туве стало выделение С. Н. Астаховым на территории республики ашельского пласта памятников, связанного с древним палеолитом Монголии. В среднем палеолите была описана вариабельность индустрий (леваллуа-мустьерских комплексов в долине реки Саглы и галечная в районе Ирбитея и Пестуновки). Указал на возможную связь местного ашеля и леваллуа-мустья. В верхнем палеолите Тувы обнаружил большую степень разнообразия памятников (улугхемские, хемчикские и саглынские группировки).
- Многолетняя работа С. Н. Астахова в Туве высоко оценена руководством республики. В 1998 году ему было присуждено звание «Заслуженный деятель науки Республики Тыва», а в 2015 году вручена юбилейная медаль «100 лет городу Кызылу». Коллекции С. Н. Астахова по палеолиту Тувы были представлены на выставках в России и Испании; они занимают важное место в экспозициях Национального музея Тувы и краеведческого музея г. Саяногорска; ряд материалов хранится в Минусинском краеведческом музее им. Н. М. Мартьянова.
- Впервые сформировал электронную базу данных палеолитических памятников Тувы. Результаты этой работы в 2008 году нашли отражение в монографии «Палеолитические памятники Тувы».
- Одним из первых российских специалистов по каменному веку С. Н. Астахов подробным образом ознакомился с палеолитическими коллекциями и памятниками Японии. Результаты этой работы в 1999 году были подробно освещены и соотнесены им с культурами континентальной Восточной Азии в монографии «Древний палеолит Японии». Имя С. Н. Астахова включено в Список русскоязычных японистов.
- В 2007 году совместно с А. А. Величко и М. М. Герасимовой[21] Сергей Никитич опубликовал монографию «Палеолитический человек, его материальная культура и природная среда обитания», содержащую полный свод палеоантропологических находок, известных на территории России и сопредельных государствах.

### Основная экспедиционная деятельность (после окончания университета)
- 1958 г. — разведки по реке Ока и раскопки мезолитической стоянки Гремячее[22];
- 1959 г. — Байкальская экспедиция А. П. Окладникова, раскопки стоянки Федяево;
- 1960—1963 гг. — Красноярская экспедиция М. П. Грязнова, раскопки стоянки Кокорево IV и IVА[23];
- 1962 г. — Забайкальская экспедиция А. П. Окладникова (мастерская каменного века Титовская сопка) и разведка в районе реки Онон;
- 1964 г. — разведки отряда А. Д. Грача в Туве и экспедиция Н. Н. Гуриной в Белоруссии (древние шахты);
- 1965—1984 гг. — Саяно-Тувинская экспедиция. До 1972 г. — начальник третьего палеолитического отряда, затем начальник всей экспедиции и отряда в её составе;
- 1969 г. — Советско-монгольская экспедиция А. П. Окладникова;
- 1984 г. — разведка в долине Катманду (Непал);
- 1985—1993 гг. — Тувинская экспедиция (как продолжение Саяно-Тувинской экспедиции) — начальник экспедиции;
- 1991 г. — в Японии изучал стоянки и материалы каменного века (более 40);
- 1992 г. — участие в раскопках стоянки Эртем-Пит[англ.] (Великобритания);
- 1996—1999 гг. — экспедиция В. И. Тимофеева (Карелия);
- 1998 г. — Новгородская экспедиции, Е. Н. Носова;
- 1999 г. — Алтае-Саянская экспедиция А. П. Деревянко;
- 2000 г. — экспедиция М. В. Аниковича[24] в Костёнки 12[25]; разведка в долине реки Хемчик в Туве;
- 2001—2004 гг. — Российско-американская полярная экспедиции В. В. Питулько[26] на острове Жохова в Ледовитом океане (мезолит) и на реке Яне (палеолит);
- 2011 г. — осмотр мустьерских памятников в Туве совместно с профессором Университета Хоккайдо в Саппоро Х. Като[27].
- 2012—2013 гг. разведка на реке Ээрбек в составе Тувинской экспедиции.

### Дополнительные обязанности
- Принимал участие в работе многих российских и международных научных конференций, в том числе в качестве члена оргкомитета. Особенно велика его роль в организации и проведении конференции «Поздний палеолит Десны и Среднего Дона: хронология, культура, антропология» (Костёнки, 2005 год);
- Действительный член Русского географического общества;
- Член экспертного совета Российского фонда фундаментальных исследований;
- Эксперт Российского гуманитарного научного фонда.

### Научные труды
С. Н. Астахов является автором и соавтором более 120 печатных работ в научных изданиях, в том числе нескольких монографий:
- Астахов С. Н. Глава 1. Древнекаменный век : История Тувы. / под ред. С. И. Ванштейна и М. Х. Манной-оола. — изд. 2. — Новосибирск: Наука, 2001. — Т. 1. — С. 8—21.
- Астахов С. Н. Палеолитические памятники Тувы. — РАН ИИМК. — СПб.: Нестор-История, 2008. — 178 с. — ISBN 9-7859-818-7249-5.ISBN 9-7859-818-7249-5.
- Герасимова М. М., Астахов С. Н., Величко А. А. Палеолитический человек, его материальная культура и природная среда обитания (иллюстрированный каталог палеоантропологических находок в России и на смежных территориях) / Отв. ред. С. Н. Астахов. — СПб.: Нестор-История, 2007. — 240 с. — ISBN 9-7859-818-7230-3.ISBN 9-7859-818-7230-3.
- Астахов С. Н. Палеолит Енисея. Палеолитические стоянки на Афонтовой Горе в г. Красноярске. — СПб.: Европейский Дом, 1999. — 207 с.
- Астахов С. Н. Древний палеолит Японии. — СПб.: Европейский Дом, 1999. — 42 с.
- Абрамова З. А., Астахов С. Н., Васильев С. А., Ермолова Н. М., Лисицын Н. Ф. Палеолит Енисея. — Л.: Наука, 1991. — 158 с.
- Астахов С. Н. Поселения Афонтовой горы и их место в палеолите Сибири. / Диссертация на соискание учёной степени кандидата исторических наук. — Л., 1966. — 124 с.
- Астахов С. Н. Палеолит Тувы. — Новосибирск: Наука, 1986. — 174 с. — (В 1993 году на основании доклада "Палеолит Тувы" присуждена учёная степень доктора исторических наук).
- Астахов С. Н. Древний каменный век Республики Тыва (итоги изучения и перспективы исследования). — Новые исследования Тувы. — Наука, 2009, № 3.

Продолжение списка научных работ
- Астахов С. Н. Студенческая археологическая конференция. — Вестник древней истории. — М., 1956, № 1. — С. 187—192.
- Астахов С. Н., Черных Е. Н. III Студенческая археологическая конференция. — Советская археология (СА). — М., 1957, № 3. — С. 324.
- Астахов С. Н. Палеолитическая стоянка имени Талицкого / Тезисы доклада VI Всесоюзной студенческой археологической конференции. — М., 1958. — С. 0,1.
- Астахов С. Н. Позднепалеолитическая стоянка у деревни Федяево на Ангаре. — Советская археология. — М.: Академии наук СССР, 1963, № 3. — С. 209—215.
- Астахов С. Н. Изучение памятников каменного века в долине Енисея. — Археологические открытия. — М., 1965. — С. 24—25.
- Астахов С. Н. Исследования по каменному веку Тувы в 1965 году / Тезисы докладов пленума Института археологии АН СССР 1966 г. — М., 1966. — С. 2. — (Секция палеолита).
- Астахов С. Н. Коллекция И. Т. Савенкова со стоянки Афонтова Гора 1. — Сибирский археологический сборник. — Новосибирск, 1966. — С. 9—14.
- Астахов С. Н. О путях первоначального заселения человеком долины Енисея / Доклады и сообщения археологов СССР. VII Международный конгресс доисториков и протоисториков в Праге. — М., 1966. — С. 56—67.
- Астахов С. Н. Позднепалеолитическая стоянка Кокорево IV. — Советская археология. — М.: Академии наук СССР, 1966, № 2. — С. 288—294.
- Астахов С. Н. Голубая I — позднепалеолитическая стоянка на Енисее. — Советская археология. — М.: Академии наук СССР, 1966, № 4. — С. 119.
- Астахов С. Н. Исследования каменного века Тувы. — Археологические открытия. — М., 1966. — С. 126—127.
- Астахов С. Н. Тёсла в позднем палеолите Енисея. — Краткие сообщения Института археологии. — М., 1967, вып. 111. — С. 19—23.
- Астахов С. Н. Вопросы хронологии палеолитических памятников Тувы / в сб.: «Проблемы изучения четвертичного периода». Тезисы совещания. — Хабаровск: Академии наук СССР, 1968. — С. 101.
- Астахов С. Н. Поиски памятников каменного века в Туве. — Археологические открытия. — М., 1967. — С. 159—161.
- Астахов С. Н. Изучение каменного века в Туве. — Археологические открытия. — М., 1968. — С. 188—189.
- Астахов С. Н. Новые памятники палеолита в Туве (по итогам полевых исследований 1966 г.). — Известия Сибирского отделения Академии наук СССР. — 1969, № 6, вып. 2. — С. 100—107. — (Серия общественных наук).
- Анисюткин Н. К., Астахов С. Н. К вопросу о древнейших памятниках Алтая / в сб.: «Сибирь и её соседи в древности». — Материалы по истории Сибири. Древняя Сибирь.. — Новосибирск, 1970, вып. 3. — С. 27—33.
- Астахов С. Н., Беляева В. И. Памятники каменного века в Саянском каньоне Енисея и в долине р. Саглы. — Археологические открытия. — М., 1969. — С. 180—182.
- Астахов С. Н. Исследование стоянки Е-15 (Усть-Хемчик 3). — Археологические открытия. — М., 1970. — С. 182—183.
- Астахов С. Н. Предварительные итоги изучения каменного века Тувы. — Учёные записки Тувинского института языка, литературы и истории.. — Кызыл, 1971, вып. XV. — С. 83—92.
- Астахов С. Н. Палеолитическое местонахождение Порог 1 на р. Хемчик / в кн.: «Палеолит и неолит СССР». — Материалы и исследования по археологии СССР № 185. — Л.: Наука, 1972. — Т. VII. — С. 120—124.
- Астахов С. Н. Предварительные итоги исследований палеолитического отряда Саяно-Тувинской экспедиции / Тезисы докладов на сессии, посвященной итогам полевых исследований. — М., 1972. — С. 414—415.
- Астахов С. Н. Работы палеолитического отряда Саяно-Тувинской экспедиции. — Археологические открытия. — М., 1971. — С. 238—239.
- Астахов С. Н. Каменный век Тувы (предварительное сообщение) / Тезисы докладов сессии, посвященной итогам полевых исследований 1972 г. в СССР. — Ташкент, 1971. — С. 197—199.
- Астахов С. Н. Освоение территории Тувы в каменном веке / Тезисы доклада на Всесоюзном симпозиуме в марте 1973 г. : «Первобытный человек, его материальная культура и природная среда в плейстоцене и голоцене (палеолит и неолит)». — М., 1974. — Т. 1. — С. 77.
- Астахов С. Н. Палеолит Енисея и проблема происхождения так называемого эпиграветта Северной Америки / в сборнике Берингийская суша и её значение для развития голарктических флор и фаун в кайнозое. Тезисы докл. всесоюзн симпозиума 10-15 мая 1973 г. — Хабаровск, 1973. — С. 194—196.
- Астахов С. Н. Саяно-Тувинская экспедиция. — Археологические открытия. — М., 1972. — С. 199.
- Астахов С. Н. Саяно-Тувинская экспедиция. — Археологические открытия. — М., 1973. — С. 181—182.
- Астахов С. Н. История изучения древнего каменного века в Красноярском крае / Тезисы докладов краеведческой научно-практической конференции «География и хозяйство Красноярского края». — Красноярск, 1975. — С. 163—168.
- Астахов С. Н. Работы Саяно-Тувинской экспедиции. — Археологические открытия. — М., 1974. — С. 190.
- Астахов С. Н. Работы в зоне затопления Саяно-Шушенской ГЭС. — Археологические открытия. — М., 1975. — С. 216—217.
- Astachov S. N. Kantegir 1. — Early Man News.. — Tbingen, 1976, № 1. — P. 29—30.
- Астахов С. Н. Работы в Саянском ущелье Енисея. — Археологические открытия. — М., 1976. — С. 189—190.
- Астахов С. Н., Лисицин Н. Ф., Рева Л. И. Работы в северной части Саянского ущелья Енисея. — Археологические открытия. — М., 1977. — С. 206—207.
- Астахов С. Н., Семёнов Вл. А. Новые данные по палеолиту Енисея. / в сб.: «Древние культуры Сибири и Тихоокеанского бассейна» / под ред. Р. С. Васильевского. — Новосибирск, 1979. — С. 35—37.
- Астахов С. Н., Семёнов Вл. А. Палеолит и неолит Тувы (по материалам Саяно-Тувинской экспедиции). / в сб.: «Новейшие исследования по археологии Тувы и этногенезу тувинцев». — Кызыл, 1980. — С. 17—35.
- Astachov S. N. Dzhoi. — Early Man News.. — Tbingen, 1980/1981, № 5/6. — P. 26—27.
- Astachov S. N. Sosnovka Golovanskaya. — Early Man News.. — Tbingen, 1980/1981, № 5/6. — P. 27—28.
- Астахов С. Н. Новые памятники каменного века на Енисее. — Археологические открытия. — М., 1980. — С. 165.
- Астахов С. Н., Васильев С. А. Палеолитическая стоянка Джой. — Краткие сообщения Института археологии. — М., 1981, вып. 165. — С. 0,4.
- Астахов С. Н. Работы третьего отряда Саяно-Тувинской экспедиции. — Археологические открытия. — М., 1981. — С. 184—185.
- Астахов С. Н. Голубая 1 – позднепалеолитическая стоянка на Енисее. — Советская археология. — М.: Академии наук СССР, 1982, № 4. — С. 119—132.
- Астахов С. Н. Палеолит Западного Саяна. / в сб. Тезисы докладов XI-го Международный конгресс Международного союза по изучению четвертичного периода (XI конгресс ИНКВА). — М., 1982. — Т. 3. — С. 22—23.
- Astachov S. N. Paleolithic in the western Sayans / XI congress INQUA. — 1983. — Vol. 3. — P. 0,2.
- Астахов С. Н. Изучение палеолита верховьев Енисея Саяно-Тувинской экспедицией. / в кн.: «Древние культуры Евразийских степей». — Л., 1983. — С. 12—16.
- Астахов С. Н., Ямских А. Ф. Новая верхнепалеолитическая индустрия и геологогеоморфологическое положение стоянки «Шленка» / в сб.: «Природные условия и ресурсы юга Средней Сибири». — Красноярск, 1983. — С. 77—87.
- Астахов С. Н., Васильев С. А. Палеолитическая стоянка Означенное I / в сб.: «Археология Южной Сибири». — Кемерово, 1983, вып. 12. — С. 82—85.
- Астахов С. Н., Васильев С. А. Работы Саяно-Тувинской экспедиции в 1981-1982 гг. / в сб.: «Новые экспедиционные исследования археологов Ленинграда» : Тезисы докладов. — Л., 1983. — С. 8—9.
- Astachov S. N., Anisyutkin N. K. Arutai no kodai iseki ni tsuite no mondai ni yosete. — Siberia Koykuto no Kkoukogau.. — Tokyo, 1983. — Vol. 3. — P. 27.
- Astachov S. N. I. T. Sabenkofu no Afontoba-san isekini okeru no Koukogaku. — Siberia Koykuto no Kkoukogau.. — Tokyo, 1983. — Vol. 3. — P. 38.
- Astachov S. N. Kyusekki jidai ni okeru no Siyou to suji no genryu ni tuite no mondai. — Siberia Koykuto no Kkoukogau.. — Tokyo, 1983. — Vol. 3. — P. 0,1.
- Астахов С. Н., Васильев С. А., Кудрявцев В. И. Новые данные по палеолиту Южной Тувы / в кн.: Ю. Л. Аранчына «Проблемы истории Тувы». — Тувинский НИИ языка, литературы и истории.. — Кызыл, 1984. — С. 246—251.
- Астахов С. Н. Палеолитическая стоянка Афонтова Гора III / в сб.:  «Проблемы исследования каменного века Евразии (К 100-летию открытия палеолита на Енисее)» : Тезисы докладов краевой конференции. — Красноярск, 1984. — С. 10—13.
- Астахов С. Н. Предварительные данные о стоянке Кантегир 1 / в сб.: «Палеолит и неолит». — Академия Наук СССР. — Л.: Наука, 1986. — С. 23—27.
- Астахов С. Н. Палеолитическая стоянка Кокорево IVА / в сб.: «Древности Сибири и Дальнего Востока». — Новосибирск: Наука, 1987. — С. 27—44.
- Астахов С. Н. К вопросу о соотношении палеолитических индустрий Тувы с древним палеолитом Центральной Азии. — Информационный бюллетень Международной ассоциации по изучению культур Центральной Азии. — М.: год = 1988, вып. 14. — С. 7—16.
- Astachov S. N. Research on the Paleolithic of Tuva with the Early Paleolithic of Central Asia. — Inf. Bull. Intern. Associac. for the study of the Cultures jf Central Asia.. — M., 1988, issue 14. — P. 0,4.
- Астахов С. Н. К вопросу о локальных вариантах палеолита Тувы (по материалам исследований Тувинской новостроечной экспедиции) / в сб.: «Новое в методике археологических работ на новостройках РСФСР» : Тезисы докладов. — Информационный бюллетень Международной ассоциации по изучению культур Центральной Азии. — М., 1989. — С. 92—94.
- Астахов С. Н. Новые памятники каменного века в северной части ущелья Енисея в Саянах. — Известия Сибирского отделения Академии наук СССР. — Новосибирск, 1989 вып. 1. — С. 71—73. — (История филологии и философии).
- Астахов С. Н. К вопросу о локальных вариантах палеолита в Туве / в сб.: «Новое в методике археологических работ на новостройках РСФСР». : Тезисы докладов на конференции в Суздале. — Новосибирск, 1989. — С. 92—94.
- Астахов С. Н. Открытие древнего палеолита в Туве / в сб.: «Хроностратиграфия палеолита Северной, Центральной и Восточной Азии и Америки». — Новосибирск, 1990. — С. 40—43.
- Астахов С. Н. М. П. Грязнов как организатор крупных новостроечных экспедиций в Сибири / в сб.: «Северная Евразия от древности до средневековья». — СПб., 1992. — С. 10—12.
- Амирханов Х. А., Астахов С. Н. Рецензия: Любин В. П. «Палеолит Кавказа»; Абрамова З. А. «Палеолит Северной Азии» / Палеолит Кавказа и Северной Азии (серия «Палеолит мира»). Л. 1989. — Российская археология. — М., 1992, № 2. — С. 293—299.
- Астахов С. Н. Палеолит Тувы / Автореферат докторской диссертации. — Институт истории материальной культуры РАН. — СПб., 1993. — 72 с.
- Астахов С. Н., Зубарева Г. Ю., Лисицын Н. Ф., Ямских А. Ф. Палеолитическая стоянка Шленка. — Российская археология. — М., 1993, № 3. — С. 140—148.
- Astachov S. N. Tuva Kuisekki no Hakurigijutsu (на яп.) / в сб. «Техника расщепления в палеолите Тувы». — Hoppo Yurasia ni okeru Saisekijin sekkigum no kigen to Kakusan. — Sapporo: Daigaku, 1993. — P. 0,3.
- Astachov S. N. Reduction Technology in the Tuva Paleolithic / The Origin and Dispersal of Microblade Industry in Northern Eurasia. — Sapporo, 1993. — P. 112—117.
- Астахов С. Н., Кудрявцев В. И. Памятники каменного века / в сб.: «Свод археологических памятников Республики Тыва» / сост.: И. У. Самбу. — Кызыл, 1994. — С. 13—14.
- Astachov S. N. The Stages of the Prehistoric Occupation of Tuva / The Neogene and the Quaternary : World Archaeological Congress 3. — New Delhi, 1994. — P. 0,2.
- Астахов С. Н., Ямских А. Ф. Новые данные о палеолите Тувы / в сб.: «Южная Сибирь в древности». — РАН. — СПб., 1995. — С. 4—9. — (Археологические изыскания, вып. 24).
- Астахов С. Н. Методика исследования И.Т. Савенковым палеолитической стоянки Афонтова Гора-III (Иванихин Лог) / в сб.: «Развитие культуры в каменном веке». — РАН. МАЭ им. Петра Великого (Кунсткамера); ИИМК.. — СПб., 1997, вып. 24. — С. 77—78. — (Археологические изыскания, вып. 43).
- Астахов С. Н. Древний и средний палеолит в Японии / Институт этнологии и антропологии. — Альманах Вестник антропологии.. — М., 1998, вып. 5. — С. 145—159.
- Астахов С. Н. Новые среднепалеолитические памятники Тувы / в сб.: «Палеоэкология плейстоцена и культуры каменного века Северной Азии и сопредельных территорий» (материалы международного симпозиума) / Институт этнологии и антропологии. — Альманах Вестник антропологии.. — Новосибирск, 1998. — Т. 1. — С. 318—325.
- Астахов С. Н. Палеолит Тувы (некоторые итоги) / в сб.: «Древние культуры Центральной Азии и Санкт-Петербург». Материалы конференции посвящённые 70-летию А. Д. Грача. — СПб., 1998. — С. 109—114.
- Астахов С. Н. Европейский след в палеолите Сибири? / в сб.: Локальные различия в каменном веке: Тез. докл. на Междунар. конф., посвящ. 100-летию со дня рожд. С.Н. Замятнина. — РАН. МАЭ им. Петра Великого (Кунсткамера); ИИМК; СПбГУ; Гос. Эрмитаж.. — СПб., 1999. — С. 124—125.
- Astachov S. N. Early Palaeolithic in Tuva / From Sozudai to Kamitakamori: World Views on the Early and Middle Palaeolithic in Japan. — Tohoku, 1999. — P. 124—125.
- Астахов С. Н., Деревянко А. П., Петрин В. Т., Зенин А. Н., Гладышев С. А., Катцуя О., Кудрявцев В. И. Исследования палеолитических памятников в Туве / в кн.: «Проблемы археологии, этнографии, антропологии Сибири и сопредельных территорий». — Новосибирск, 1999. — Т. 5. — С. 183—191.
- Астахов С. Н. Древний палеолит Японии /в кн.: «Палеогеография каменного века. Корреляция природных событий и археологических культур палеолита Северной Азии и сопредельных территорий». Материалы международной конференции. — КГПУ, Институт археологии и этнографии Сибирского отделения; ИНКВА.. — Новосибирск, 2000. — С. 17—19.
- Астахов С. Н. Первоначальные этапы заселения Тувы /в кн.: «Палеогеография каменного века. Корреляция природных событий и археологических культур палеолита Северной Азии и сопредельных территорий». Материалы международной конференции. — КГПУ, Институт археологии и этнографии Сибирского отделения; ИНКВА.. — Новосибирск, 2000. — С. 20—21.
- Астахов С. Н. Памяти Николая Федоровича Лисицына / в книге Н. Ф Лисицына. «Поздний палеолит Чулымо-Енисейского междуречья». — СПб., 2000. — С. 5—6.
- Астахов С. Н., Васильев С. А. Памятники неолита – бронзового века в Саянском каньоне Енисея / в сб. научных трудов, посвящённых 60-летию со дня рождения Д. Г. Савинова : «Евразия сквозь века». — СПб., 2001. — С. 148—154.
- Астахов С. Н. Участие П. И. Борисковского в изучении каменного века Тувы / в кн.: «Каменный век Старого Света» (к 90-летию со дня рождения П. И. Борисковского). — ИИМК РАН. — СПб., 2001. — С. 15—17.
- Астахов С. Н. К истории изучения палеолитических стоянок на выходе долины Енисея из Саян в Минусинскую котловину / Volume of Abstracts of the International Field Conference «Intracontinental Palaeohydrology and River Valley Geomorfogenesis» Yenissei Siberia, Russia. — Krasnoyarsk, 2001. — P. 73—74.
- Astachov S. N. History of the Palaeolithic sites investigations at the between West Sayan mountains and Minusa depression / Volume of Abstracts of the International Field Conference «Intracontinental Palaeohydrology and River Valley Geomorfogenesis» Yenissei Siberia, Russia. — Krasnoyarsk, 2001. — P. 7.
- Astachov S. N. Palaeolithic Archaeological Sites in the Piedmont of West Sayan Mountains at the Boundary with Minusa Depression (Yenisei River Valley) / Field Guide of the International Field Conference «Intracontinental Palaeohydrology and River Valley Geomorfogenesis». — Krasnoyarsk, 2001. — P. 177—180.
- Астахов С. Н. Местонахождения каменного века в низовьях реки Хемчик, Республика Тува. — Stratum plus. — 2001-2002, № 1. — С. 464—473.
- Астахов С. Н. Саяно-Тувинский этап (1957-1973 гг.) / СПбГУ. — Пушкаревский сборник. К юбилею В. И. Беляевой. — СПб., 2003, вып. 2. — С. 15—18.
- Астахов С. Н. Останки Homo sapiens в позднем палеолите Енисея / в сб.: «Экология и демография человека в прошлом и настоящем». Третьи антропологические чтения к 75-летию со дня рождения академика В. П. Алексеева. 15-17 ноября 2004 г. — М., 2004. — С. 20—22.
- Astachov S. N., Pitulko V. V., Nikolsky P. A., Girya E. Yu., Koulakov S. A., Pavlova E. Yu., Anisimov M. A. The Yana RHS Site: Humans in the Arctic before the Last Glacial Maximum. — Science. — 2004, № 5654. — Vol. 303. — P. 52—56.
- Астахов С. Н. История вопроса о так называемых «жилищах» Тимоновской позднепалеолитической стоянки / в сб.: «Поздний палеолит Десны и Среднего Дона: хронология, культура, антропология». Материалы Всероссийской конференции  8 – 11 августа 2005 г. — Воронеж, 2005. — С. 30—32.
- Астахов С. Н. Палеолит Тувы. Результаты и перспективы исследований / в сбю: «Современные проблемы археологии России». — Институт археологии и этнографии Сибирского отделения РАН. — Новосибирск, 2006. — Т. 1. — С. 104—106.
- Астахов С. Н. Homo Sapiens в позднем палеолите Енисея / в сб.: «Человек в культурной и природной среде». Труды Третьих антропологических чтений к 75-летию со дня рождения академика В.П. Алексеева. — М., 2007. — С. 105—108.
- Астахов С. Н. Нижний Иджир I – стоянка или одинокое жилище? — Альманах Вестник антропологии. Посвящен 100-летию со дня рождения М. М. Герасимова. — М., 2007 вып. 15, Ч. 1. — С. 152—157.
- Астахов С. Н. Некоторые проблемы древнего палеолита Тувы / в кн.: «Ранний палеолит Евразии: новые открытия» Материалы Международной конференции, Краснодар – Темрюк 1-6 сентября 2008 г. — Ростов-на-Дону, 2008. — С. 36—37.
- Астахов С. Н. А. П. Окладников и палеолит Тувы / в сб.: «Окно в неведомый мир». Сборник статей к 100-летию со дня рождения академика А. П. Окладникова. — РАН. Сибирское отделение, Институт археологии и этнографии. — Новосибирск, 2008. — С. 7—9. — ISBN 978-5-7803-0175-2.
- Астахов С. Н. Древний каменный век Республики Тыва (итоги изучения и перспективы исследования) / в кн.: «Наследие народов Центральной Азии и сопредельных территорий: изучение, сохранение и использование». Материалы Международной научно-практической конференции, 9-10 сентября 2009 г. — Кызыл: Аныяк, 2009. — Т. 1. — С. 34—39.
- Астахов С. Н. Первоначальное заселение человеком территории Убсунурской котловины / в кн.: «Труды государственного природного биосферного заповедника "Убсунурская котловина"». — Убсунурская котловина. — Красноярск: Дарма-печать, 2009, вып. 2. — Т. 1. — С. 113—118.
- Астахов С. Н. Палеолит ущелья Енисея в горах Западного Саяна / в кн.: «С. Н. Бибиков и первобытная археология» / Ред. С. А. Васильев, Л. В. Кулаковская. — ИИМК РАН. — СПб., 2009. — С. 231—235.
- Астахов С. Н. Некоторые проблемы изучения раннего палеолита Тувы / в сб.: «Древнейшие обитатели Кавказа и расселение предков человека в Евразии» / Под ред. С. А. Васильева, В. Е. Щелинского. — Труды ИИМК РАН. — СПб., 2010. — С. 243—249. — ISBN 978-5-85803-426-1.ISBN 978-5-85803-426-1.
- Астахов С. Н. Палеолит Республики Тыва (история исследования – вопросы хронологии – структура) /в кн.: «Материалы и исследования по отечественной и зарубежной истории. К 70-летию доктора исторических наук профессора А.А. Кудрявцева». — Ставрополь: СГУ, 2011. — С. 64—70.
- Astachov S. N. New Data on the Paleolithic of Tyva / Kurtak and Suyanggae – the 17-th International Symposium «Suyanggae and Her Neighbours in Kurtak». — Science. — Krsnoyarsk, 2012. — P. 39—42.
- Астахов С. Н. Николай Дмитриевич Праслов — больше полувека рядом. — Stratum plus. — 2012, № 1. — С. 37—40.
- Астахов С. Н. Площадки обитания в культурных слоях некоторых памятников позднего палеолита Енисея / в сб.: «Каменный век: от Атлантики до Пацифики». — Замятнинский сборник. Вып. 3. — 2014. — С. 402—407.
- Астахов С. Н. Этапы исследования палеолита в Туве / в сб.: Материалы V международной научной конференции «Древнии культуры Монголии и Байкальской сибири» (Кызыл 15-19 сентября 2014 года) Часть 1. — Кызыл, 2014. — С. 9—13.
- Астахов С. Н. Как получил свое название кокоревский интерстадиал. — Stratum plus. — 2015, № 1. — С. 27—28.